# Czechosłowackie filmy zgłoszone do rywalizacji o Oscara w kategorii filmu nieanglojęzycznego

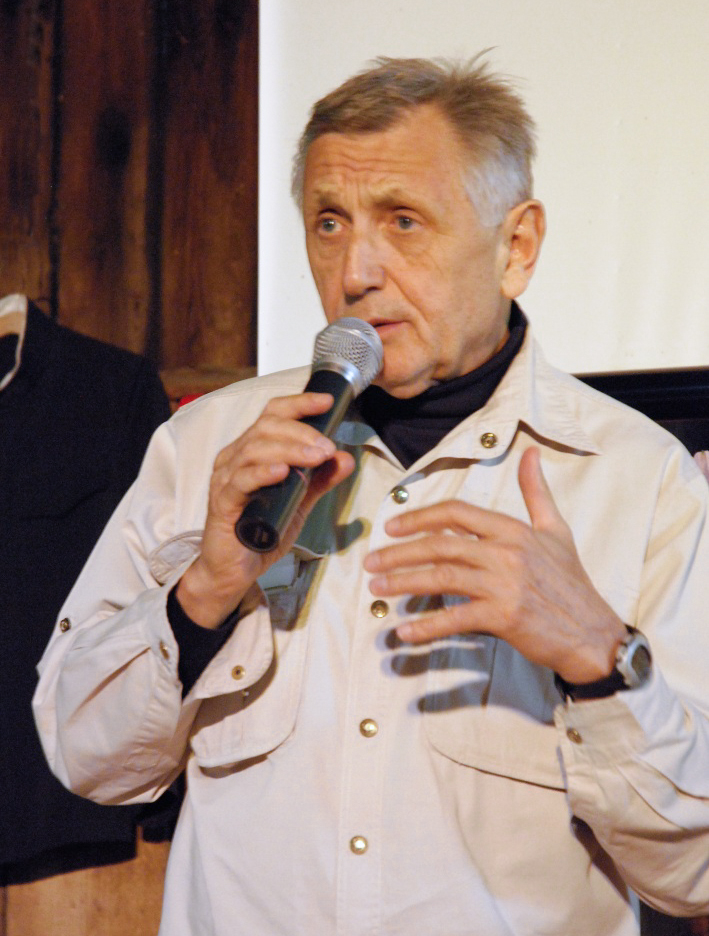
Film w reżyserii Jiriego Menzela z 1967 roku, Pociągi pod specjalnym nadzorem, otrzymał nagrodę dla najlepszego filmu nieanglojęzycznego.

Kategorię „film nieanglojęzyczny” wprowadzono po raz pierwszy do 29. edycji Nagród Akademii Filmowej, której ceremonia odbyła się w 1957 roku. Wcześniej, na przełomie lat 1948-1956, ośmiokrotnie nagrodzono filmy zagraniczne Oscarem honorowym lub specjalnym. Statuetka wręczana jest zawsze reżyserowi, aczkolwiek za oficjalnego zdobywcę nagrody uznaje się kraj z którego pochodzi film.
Czechosłowacja zgłaszała swoje filmy w latach 1964-1991, zanim podzielono ją na niepodległe Czechy i Słowację w 1993 roku.
Trzy czechosłowackie filmy otrzymały nominację, a dwa spośród z nich wygrały: zrealizowany w języku słowackim Sklep przy głównej ulicy oraz zrealizowane w języku czeskim Pociągi pod specjalnym nadzorem na podstawie opowiadania Bohumila Hrabala.
Jako reprezentantów Czechosłowacji zgłoszono także dwa filmu Milosa Formana; oba uzyskały nominację, ale żaden nagrody. Oba zdobyte przez Formana Oscary zostały uzyskane za filmy zrealizowane już w Stanach Zjednoczonych.
| Rok (ceremonia) | Tytuł polski                    | Tytuł angielski                  | Tytuł oryginalny         | Reżyser                | Rezultat       |
| --------------- | ------------------------------- | -------------------------------- | ------------------------ | ---------------------- | -------------- |
| 1964 (37.)      | Lemoniadowy Joe                 | Lemonade Joe                     | Limonádový Joe           | Oldřich Lipský         | Brak nominacji |
| 1965 (38.)      | Sklep przy głównej ulicy        | The Shop on Main Street          | Obchod na korze          | Ján Kadár & Elmar Klos | Wygrana        |
| 1966 (39.)      | Miłość blondynki                | Loves of a Blonde                | Lásky jedné plavovlásky  | Miloš Forman           | Nominacja      |
| 1967 (40.)      | Pociągi pod specjalnym nadzorem | Closely Watched Trains           | Ostře sledované vlaky    | Jiří Menzel            | Wygrana        |
| 1968 (41.)      | Pali się moja panno             | The Firemen's Ball               | Hoří, má panenko         | Miloš Forman           | Nominacja      |
| 1969 (42.)      | Palacz zwłok                    | The Cremator                     | Spalovač mrtvol          | Juraj Herz             | Brak nominacji |
| 1973 (46.)      | Dni zdrady                      | Days of Betrayal                 | Dny zrady I              | Otakar Vávra           | Brak nominacji |
| 1974 (47.)      | Kochankowie roku pierwszego     | Lovers in the Year One           | Milenci v roce jedna     | Jaroslav Balík         | Brak nominacji |
| 1975 (48.)      | Cyrk w cyrku                    | Circus in the Circus             | Cirkus v cirkuse         | Oldřich Lipský         | Brak nominacji |
| 1976 (49.)      | brak                            | One Silver Piece                 | Jeden stříbrný           | Jaroslav Balík         | Brak nominacji |
| 1978 (51.)      | Adela jeszcze nie jadła kolacji | Nick Carter in Prague            | Adéla ještě nevečeřela   | Oldřich Lipský         | Brak nominacji |
| 1979 (52.)      | Cudowni mężczyźni z korbką      | Those Wonderful Men with a Crank | Báječní muži s klikou    | Jiří Menzel            | Brak nominacji |
| 1980 (53.)      | Miłość między kroplami deszczu  | Love Between the Raindrops       | Lásky mezi kapkami deště | Karel Kachyňa          | Brak nominacji |
| 1981 (54.)      | Boska Emma                      | Divine Emma                      | Božská Ema               | Jiří Krejčík           | Brak nominacji |
| 1982 (55.)      | Pomocnik                        | The Assistant                    | Pomocník                 | Zoro Záhon             | Brak nominacji |
| 1983 (56.)      | Zaćmienie częściowe             | Incomplete Eclipse               | Neúplné zatmění          | Jaromil Jireš          | Brak nominacji |
| 1984 (57.)      | Tysiącletnia pszczoła           | Millennial Bee                   | Tisícročná včela         | Juraj Jakubisko        | Brak nominacji |
| 1985 (58.)      | Skalpel, proszę !               | Scalpel, Please                  | Skalpel, prosím          | Jiří Svoboda           | Brak nominacji |
| 1986 (59.)      | Wsi moja sielska, anielska      | My Sweet Little Village          | Vesničko má středisková  | Jiří Menzel            | Nominacja      |
| 1987 (60.)      | Śmierć pięknych saren           | Forbidden Dreams                 | Smrt krásných srnců      | Karel Kachyňa          | Brak nominacji |
| 1989 (62.)      | Szybko tu, szybko tam           | Tainted Horseplay                | Kopytem sem, kopytem tam | Věra Chytilová         | Brak nominacji |
| 1990 (63.)      | brak                            | Vojtech Called Orphan            | Vojtěch, řečený sirotek  | Zdeněk Tyc             | Brak nominacji |
| 1991 (64.)      | Szkoła podstawowa               | The Elementary School            | Obecná škola             | Jan Svěrák             | Nominacja      |